# Theodorus (molen)

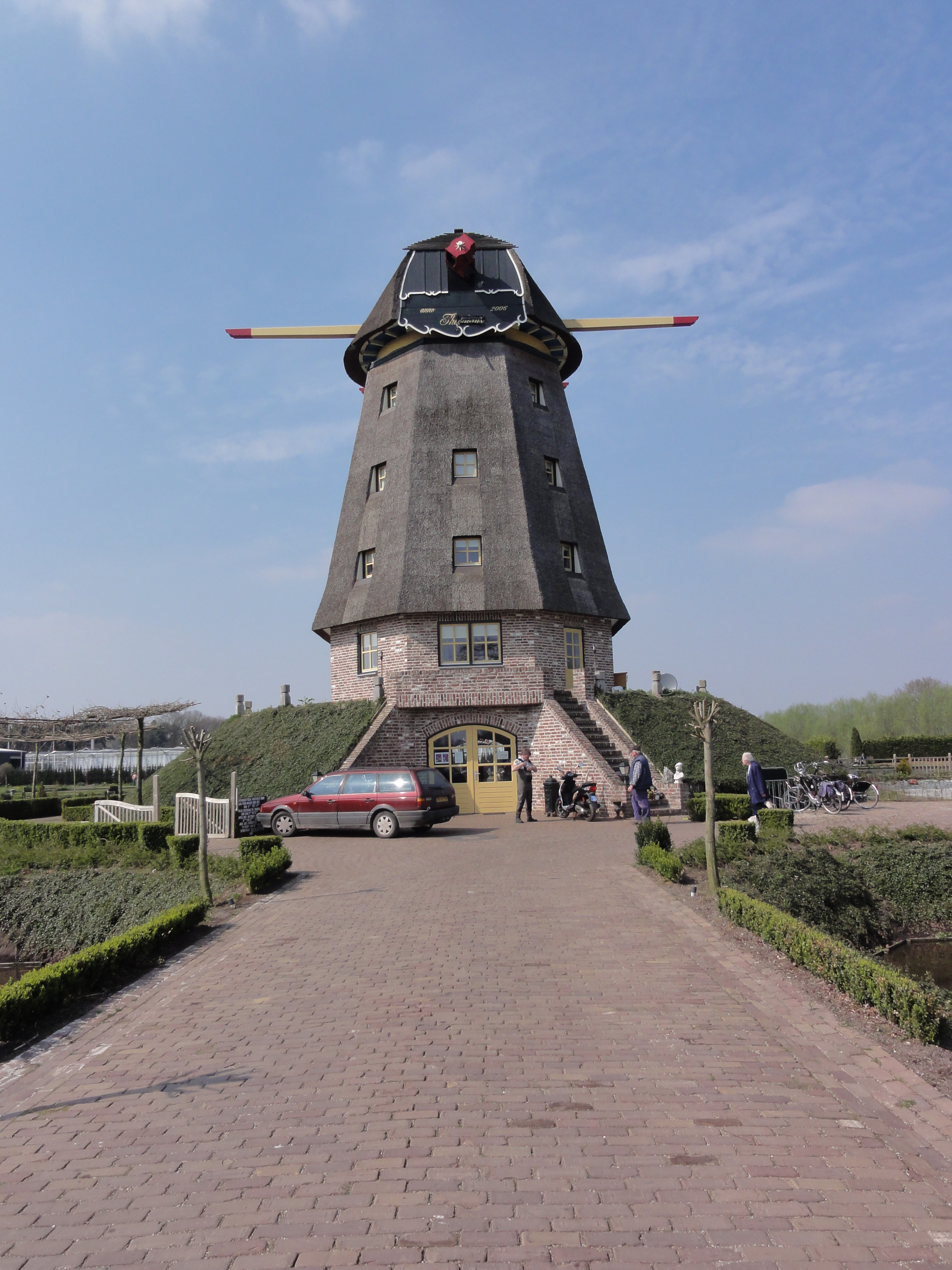
Molen Theodorus

Theodorus is de naam van een recent gebouwde molenromp die zich bevindt aan Boltweg 6, iets ten zuiden van Blitterswijck.
De molen werd gebouwd in 2005, en ze oogt als een achtkante rietgedekte beltmolen van het type bovenkruier. De molen, waarvan het achtkant om een staalconstructie werd gebouwd heeft geen schoren (in 2016) en dient slechts als restaurant en woonhuis. De wieken zijn in april 2023 geplaatst.
De molen is vernoemd naar de vader van de eigenaar. Een voorgeschiedenis heeft ze niet. De verdwenen molens in Blitterswijck stonden op een andere plaats. Het hier beschreven bouwwerk is ook geen replica van een vroegere molen in deze plaats.